# 히암 아바스
히암 아바스(아랍어: هيام عباس, 히브리어: היאם עבאס, 프랑스어: Hiam Abbass, 1960년 11월 30일 ~ )는 이스라엘과 프랑스의 배우, 영화 감독이다. 이스라엘 출신이나 격리된 팔레스타인인 지구에서 성장하였다. 제19회 오빌상 여우주연상 수상자이다.

## 출연 작품

### 영화
- 시리아인 신부 (2004)
- 천국을 향하여 (2005) - 자이드의 어머니 역
- 프리 존 - 레일라 역 (2005)
- 뮌헨 (2005) - 마리 클라우드 함샤리 역
- 아주르와 아스마르 (2006) - 제난 역 (애니메이션)
- 네티비티 스토리: 위대한 탄생 (2006) - 안나 역
- 비지터 (2007)
- 잠수종과 나비 (2007)
- 레몬 트리 (2008) - 레몬 주인, 설마 역
- Kandisha (2008)
- 시리아에서 (2017)
- 블레이드 러너 2049 (2017) - 프리사 역
- 헬레이저 (2022)
- 인시디어스: 빨간 문 (2023)

### 텔레비전
- 석세션 (2018–2023)